# Fotogramas de Plata al millor intèrpret de cinema estranger
Els Fotogramas de Plata són uns premis que lliura anualment la revista espanyola de cinema Fotogramas.
Aquesta categoria va existir entre les edicions de 1959 i 1981. El jurat dels premis atorgava un premi únic a la millor interpretació de cinema per part d'un artista no espanyol, en el qual s'incloïen tant a actors com a actrius.

## Llista de premiats
Aquest és un llistat amb els premiats en la categoria de millor intèrpret de cinema estranger.
| Any  | Intèrpret       | pel·lícula                 |
| ---- | --------------- | -------------------------- |
| 1981 | Burt Lancaster  | Atlantic City              |
| 1980 | Peter Sellers   | Being There                |
| 1979 | Martin Sheen    | Apocalypse Now             |
| 1978 | Diane Keaton    | Interiors                  |
| 1977 | Robert De Niro  | Taxi Driver                |
| 1976 | Marilina Ross   | La Raulito                 |
| 1975 | Burt Lancaster  | Confidencias               |
| 1974 | Jack Nicholson  | Chinatown                  |
| 1973 | Woody Allen     | Sueños de un seductor      |
| 1972 | Jane Fonda      | Klute                      |
| 1971 | Marlon Brando   | Queimada                   |
| 1970 | Lee Marvin      | Paint Your Wagon           |
| 1969 | Mia Farrow      | La llavor del diable       |
| 1968 | Sidney Poitier  | Endevina qui ve a sopar    |
| 1967 | Toshirō Mifune  | Akahige                    |
| 1966 | Anouk Aimée     | Un homme et une femme      |
| 1965 | Jerry Lewis     | The Family Jewels          |
| 1964 | Richard Burton  | Becket                     |
| 1963 | Jack Lemmon     | Dies de vi i roses         |
| 1962 | Spencer Tracy   | Els judicis de Nuremberg   |
| 1961 | Max von Sydow   | El setè segell             |
| 1960 | Jeanne Moreau   | Le dialogue des Carmélites |
| 1959 | Charlton Heston | Els Deu Manaments          |